# 산발머리카푸친
산발머리카푸친 또는 더벅머리카푸친(Cebus cuscinus)은 볼리비아와 페루에 서식하는 가냘픈꼬리감는원숭이속의 일종이다. 이전에는 훔볼트흰이마카푸친원숭이의 아종으로 분류했지만, 2012년 부블리(Boubli) 외 연구진과 2010년 린치 알파로(Lynch Alfaro) 외 연구진의 유전학적 연구를 거쳐 2013년 미터마이어(Mittermeier)와 라이랜즈(Rylands)가 별도의 종으로 승격시켰다.

## 특징
산발머리카푸친은 아마존 분지 상부의 저지대와 계절적으로 침수되는 숲, 그리고 고도 1,800m까지의 서부 안데스 산맥의 산악 숲에 서식한다. 수컷은 머리와 몸 길이가 약 40cm이고 꼬리 길이는 약 44cm이다. 암컷은 머리와 몸통까지 몸 길이가 39~46cm이고 꼬리 길이는 39~47.5cm이다.